# 杜の街グレース
杜の街グレース（もりのまちグレース）は、両備ホールディングスが岡山県岡山市北区下石井の再開発事業で整備を進めているオフィス、住居、商業、MICE施設からなる複合型施設である。
2022年9月23日に杜の街プラザを含めた全商業エリアが開業したことにより第1期全体開業を迎えた。

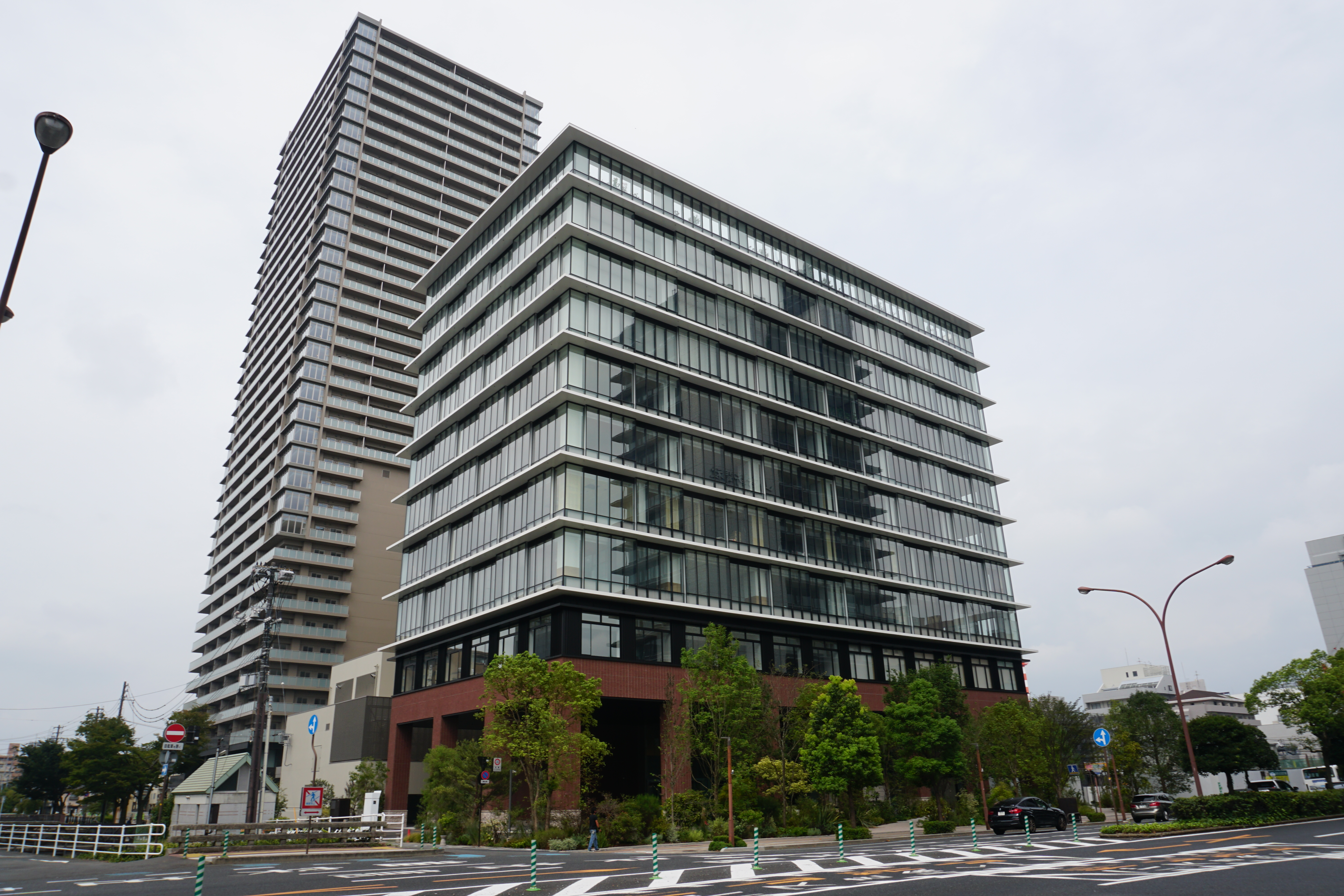
第1期プロジェクトで建設されたオフィス棟「オフィススクエア」とマンション棟「岡山 ザ・タワー」

街区名の「杜の街グレース」は、人々が息づく鎮守の杜に由来し、両備グループの再開発ブランド名であるグレースを組み合わせ、水戸岡鋭治によって命名された。

## 概要
「杜の街づくりプロジェクト」として、岡山の未来へとつながり、地域に愛され日本に世界に発信する街を目指し、全敷地約3.8haを1・2・3期に分け、総事業費約800億円を超える投資額で「杜の街グレース」を開発する、地方都市の市内中心部としては全国でも最大級の大規模プロジェクトである。これほどの規模の開発でありながら、本事業は都市再開発法による市街地再開発事業ではなく、両備グループが100%出資する合同会社が直接再開発を行う形式をとっているため、国や市などからの補助金を一切受けずに開発する。
第1期プロジェクト
両備グループが全額出資する「杜の街づくりPJ1合同会社」による第1期開発として、総事業費300億円をかけ1万6800㎡のイトーヨーカドー岡山店跡の敷地に、商業・ヘルスケア施設棟（杜の街プラザ）、オフィス・商業棟（オフィス スクエア）、店舗棟（オフィス スクエア アネックス）、住居棟（岡山ザ・タワー）、駐車場棟の全5棟を整備する計画を発表。森ビル都市企画が開発の助言を担当し、ななつ星 in 九州などを手がけた実績を持つ岡山市北区出身で同グループデザイン顧問も務めている水戸岡鋭治が総合デザイン監修を行う。
それだけにとどまらず「世界に誇る岡山の未来につながる街」「日本中、世界中から足を運びたくなる街」という大きな目標を実現すべく、渋谷ヒカリエなど数々のブランディングに携わった柴田陽子や阪急メンズ東京など多くの空間デザインを手掛ける乃村工藝社の松浦竜太郎、さらに世界的な彫刻家の名和晃平など、岡山・瀬戸内の魅力を最大限に引き出すため、この街づくりに共鳴したそれぞれの分野の第一人者たちが集結しプロジェクトがスタートした。
施設の目玉となる西日本最大級のフードホールには、世界からも人が集まるようなフォトジェニックな空間にするため、松浦氏による世界中の人が思わず写真を撮りたくなる空間デザインを担当。また岡山・瀬戸内を代表する名店を中心にセレクトした、本当の意味での唯一無二のフードホールを創り上げた。
この「杜の街」の要となるランドスケープデザインを、植栽の第一人者として様々な商業施設のランドスケープデザインを手がけた実績のあるSOLSOの齊藤太一が自身としても最大規模の杜の街グレース全体の植栽を手がけ、屋外には熊本県産の12mのもみの木のシンボルツリーをはじめ岡山の在来種を中心に日本中、世界中の共生できる1000種類2万株の植栽を揃え、ゆったりとくつろげる空間の演出を手がけた。
このようにして両備グループが推進する「歩いて楽しいまちづくり」と「子どもも楽しいまちづくり」を体して世界に通じるミジュアリー（両備グループCEO 小嶋光信の造語で、ミドルクラス以上の生活で、精神的にも文化的にも心豊かなラグジュアリーなライフスタイルを求めている顧客層）なまちづくり開発を進め、2021年7月のオフィス棟「オフィス スクエア」の開業を皮切りに2022年7月の第1期全体開業を予定していたが、新型コロナウイルスの影響で海上輸送の混乱による資材調達の遅れなどにより2ヶ月遅れの9月23日に商業・ヘルスケア施設棟「杜の街プラザ」が開業、2023年に3・4階の天然温泉などが入るスパ・フィットネスフロアの開業をもって第1期全面開業を果たす予定。
またこの日は手話言語の国際デーと重なることから、全日本ろうあ連盟理事長が訪れ、手話放送などへの理解や普及に長年力を入れてきたOHK岡山放送が両備ホールディングスとともにゼロバリアな街づくりを目指して制作した、QRコードを読み取る事で、動画・字幕・音声で杜の街プラザ館内の案内をするシステム「シュワＱ」を視察したり、夜はシンボルカラーであるブルーで杜の街グレースや隣接する山陽新聞本社ビルなど市内中心部各所がライトアップされるなどした。
再開発などの不動産投資は長期スパンで計画する必要があるため、地方では両備グループのような大規模投資ができるだけの企業が少ないことから、この地元企業による「地方のあり方を変える」挑戦は、地元メディアはもとより東京や大阪など大手新聞社からも多数の取材陣が押しかけ、六本木蔦屋書店では本事業についてのパネル展示が行われたり、虎ノ門ヒルズでは本事業をテーマとしたトークショーが開催されるなど、依然高い注目を集めている。

## 略歴
- 2017年（平成29年）
  - 2月28日 - イトーヨーカドー岡山店が閉店[22]。
  - 12月25日 - イトーヨーカドー跡地の再開発事業として、両備グループが「杜の街づくりプロジェクト」を発表[23]。
- 2018年（平成30年）
  - 1月5日 - イトーヨーカドー岡山店　解体着手。
  - 9月2日 - イトーヨーカドー岡山店に隣接する岡山ジョイポリスも閉店。その区画も同プロジェクトに組み込まれた。
  - 11月6日 - 岡山ジョイポリス　解体着手。
- 2019年（平成31年／令和元年）
  - 1月15日 - マンション棟（岡山ザ・タワー）着工。
  - 4月7日 - 岡山放送がオフィス・商業棟（オフィス スクエア）内への本社の移転を発表[24]。
  - 5月27日 - オフィス・商業棟（オフィス スクエア）着工[25]。
- 2020年（令和2年）
  - 6月16日 - 両備グループが、再開発区域内で温泉の採掘に成功したと発表[26]。
- 2021年（令和3年）
  - 4月20日 - 商業・ヘルスケア施設棟（杜の街プラザ）着工。
  - 7月1日 - オフィス・商業棟（オフィス スクエア）開業[27]。
  - 11月24日 - 住居棟（岡山ザ・タワー）落成[28]。
  - 12月1日 - 住居棟の入居開始[29]。
- 2022年（令和4年）
  - 2月28日 - 店舗棟3階に、MORINOMACHI PICNIC TERRACEが開業[30]。
  - 4月1日 - 両備グループ代表兼CEOの小嶋光信は山陽新聞の取材に対し、「北側エリアの２期工事では、世界的な富裕層の宿泊にも堪える『Ｌ（ラグジュアリー）クラス』のホテルを開業させ、都市の風格づくりに貢献したいと思っています。」と答え、次期エリアにラグジュアリークラスの一流ホテルを誘致することを明らかにした[31]。
  - 7月28日 - 店舗棟1階に都市型小型スーパー「森のマルシェ グレース店」がプレオープン。同月31日にグランドオープン[32]。
  - 9月9日 - 六本木蔦屋書店にて杜の街グレースについてのパネル展示会を同月11日まで開催した[33]。
  - 9月12日 - 虎ノ門ヒルズにて本再開発を題材としたトークイベントが開かれ、両備ホールディングス社長の松田敏之や開発に携わった柴田陽子事務所のメンバーらが登壇した。またこのイベントはオンライン配信もされた[34]。
  - 9月23日 - 杜の街プラザ（3・4階以外）とオフィス スクエア、オフィス スクエア アネックスの店舗など、第1期全体開業[35]。
  - 11月8日 -  岡山市消防局と共同で、開業後初の大規模な消防訓練を実施。今後も定期的に訓練を実施予定[36]。
  - 11月30日 - 初のクリスマスイルミネーション点灯式を開催[37]。
  - 12月9日 - 岡山商工会議所が主催する第19回岡山武蔵倶楽部大賞を受賞[38]。
- 2023年（令和5年）
  - 6月26日 - 杜の街グレースの開業に伴って制作したポスターやTVCMなどのプロモーション作品が、令和4年度岡山広告大賞の金賞と銅賞をダブル受賞[39]。
  - 秋 - 杜の街プラザ3・4階の天然温泉などが入るウェルネス＆ビューティフロアが開業予定[40]。

## 杜の街プラザ

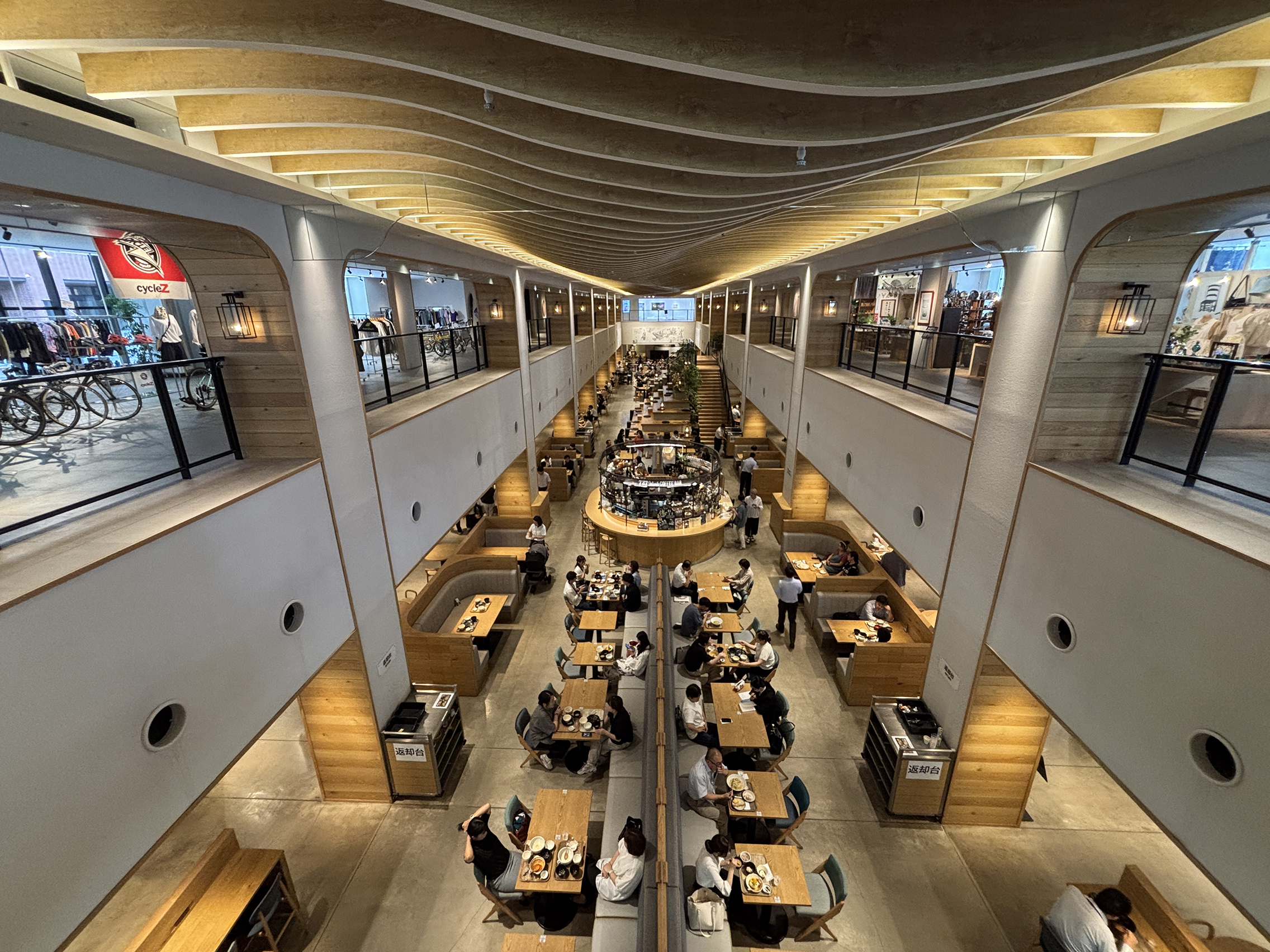
WONSETO FOODHALL

オフィス スクエアとオフィス スクエア アネックスの3棟にまたがる商業エリアの中心となる商業・ヘルスケア施設棟「MORINOMACHI PLAZA」。
この杜の街プラザには瀬戸内の穏やかな凪を表現した長さ約70mの天井ルーバーや丘型のベンチ、岡山デニムを使用したチェア、そして桃太郎や岡山城、両備グループのおかでんチャギントンやたま駅長などをあしらった水墨画アートなど、瀬戸内・岡山から着想を得たデザインを多く採用している。

### WONSETO FOODHALL
杜の街プラザ1階、施設の核となる岡山・瀬戸内を代表するミシュラン店やバー、地元有名店などが多数出店する西日本最大級の2,800㎡の広さかつ中四国最大級の店舗数を誇る、一般のフードコートとは異なり単価の高い大人な落ち着いた雰囲気で食事を楽しめるフードホール「WONSETO FOODHALL」がオープン。クリスマスなどイベントに合わせて不定期でジャズなどの演奏を聴きながらの食事や、乳児とも食事が取れるようファミリースペースも完備されている。
本フードホールのプロデュースにはグランツリー武蔵小杉の総合プロデュースや渋谷ヒカリエなどのブランディングに携わった柴田陽子に加え、「阪急メンズ東京」など多くのレストランやブティック、 ホテルの空間デザインを担当した実績のある乃村工藝社クリエイティブディレクターの松浦竜太郎が参画。

### Le Metté Adeline

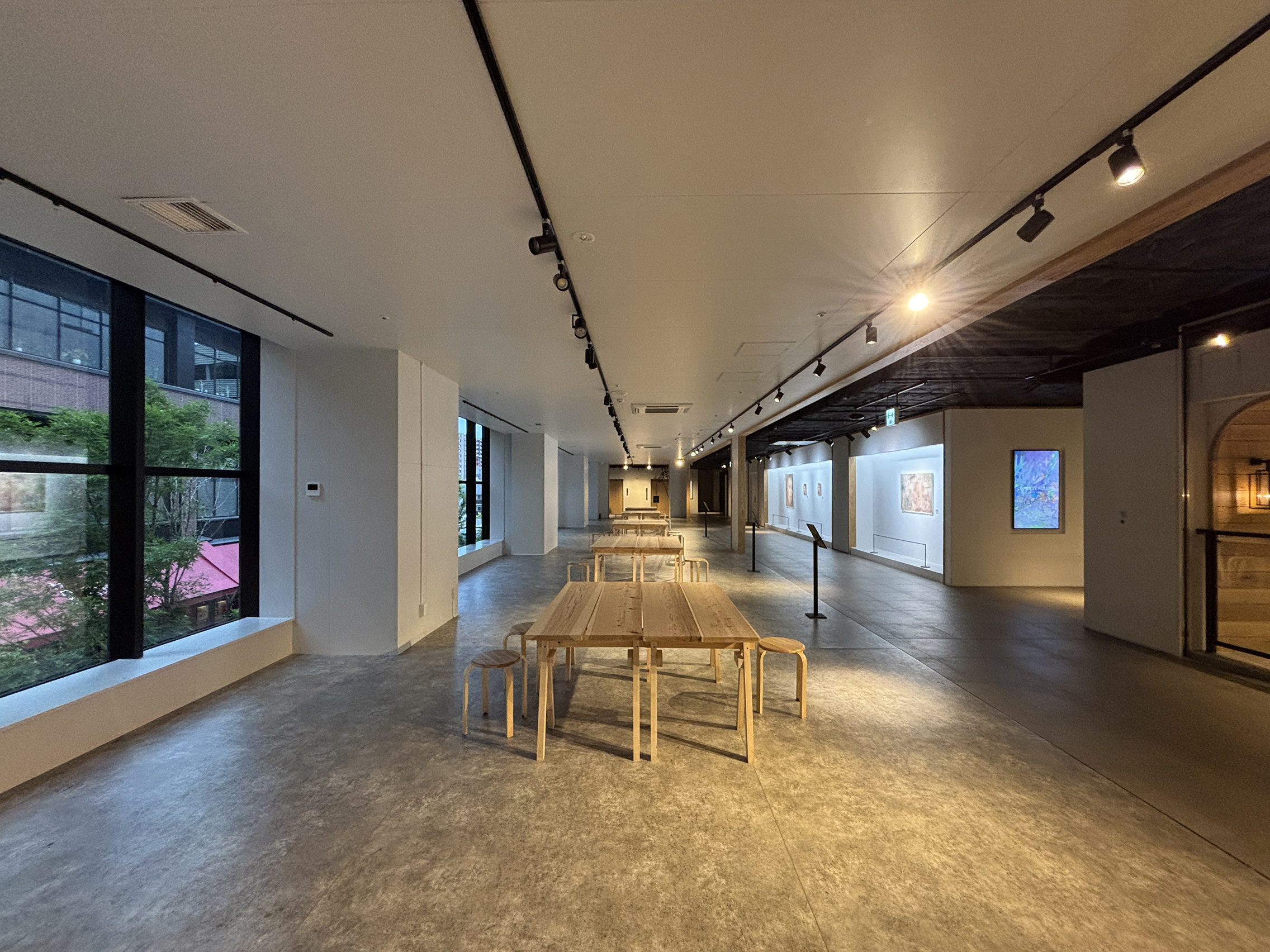
2階西側Le Metté Adeline

2階西側にはパブリックアートラウンジ「Le Metté Adeline（ルメテ アデリン）」を設置。
瀬戸内エリアで活躍するアーティストを発掘し、国内外へ向けて広く発信することで岡山の芸術文化を育成していくことを目的とし、ラウンジのデザイン及びアートディレクションを彫刻家の名和晃平がディレクターを務めるSandwichが担当した。

### MORINOMACHI WELLNESS&BEAUTY
3・4階にはフードホールに続く核として、地下1500mから湧き出した天然温泉が楽しめる日帰り入浴やサウナ、エステ、ヨガ、さらには天然温泉併設のボディコンディショニングクラブなどが集結したスパ・フィットネスエリアが2023年秋にオープン予定。
その他にもコスメショップやインテリアショップ、5階にはクリニックモールなどが集結。コロナによる資材輸入等の遅れにより第1期開業に間に合わない店舗があるものの、商業エリア3棟の店舗数は順次増やし、全50店舗以上が順次オープン予定。
また施設内ではQRコードを読み込むことで手話、字幕、音声で施設紹介や避難ルートなどの案内が表示されるユニバーサル対応の動画表示システムも採用している。
岡山・瀬戸内の魅力が詰まった唯一無二の店舗や世界的高級食料品店DEAN&DELUCAのような複数の中四国初出店舗、今まで東京にしか無かった店舗などが多数出店していることから近県からの来客も見込んでいる。
両備システムズが開発した「杜の街アプリ」には、ポイントカード機能や施設の混雑状況、フードホールの各飲食店のモバイルオーダーができるほか、バスで来街すると限定クーポンがもらえたりもできる。

## オフィス スクエア

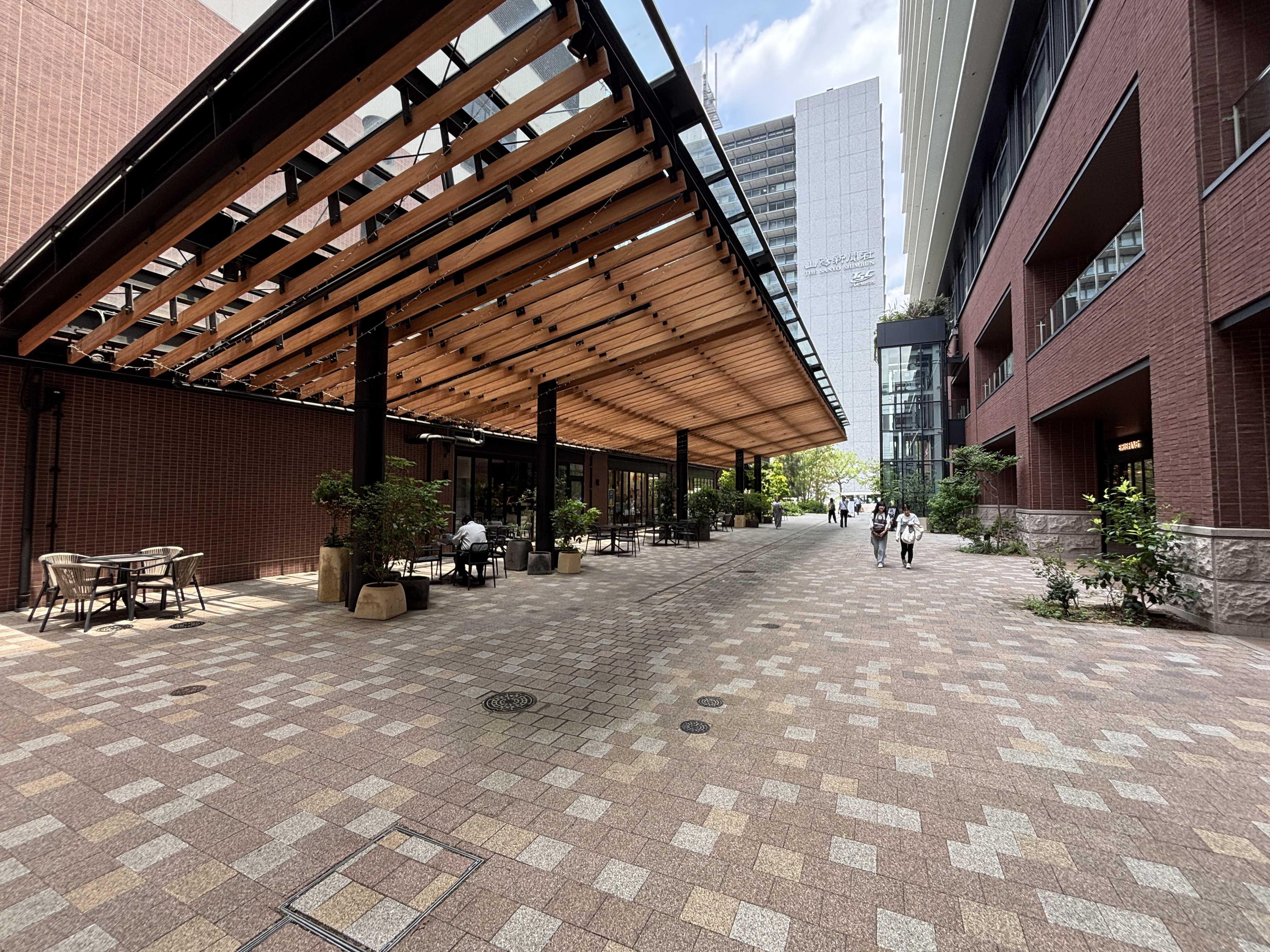
オフィス スクエア

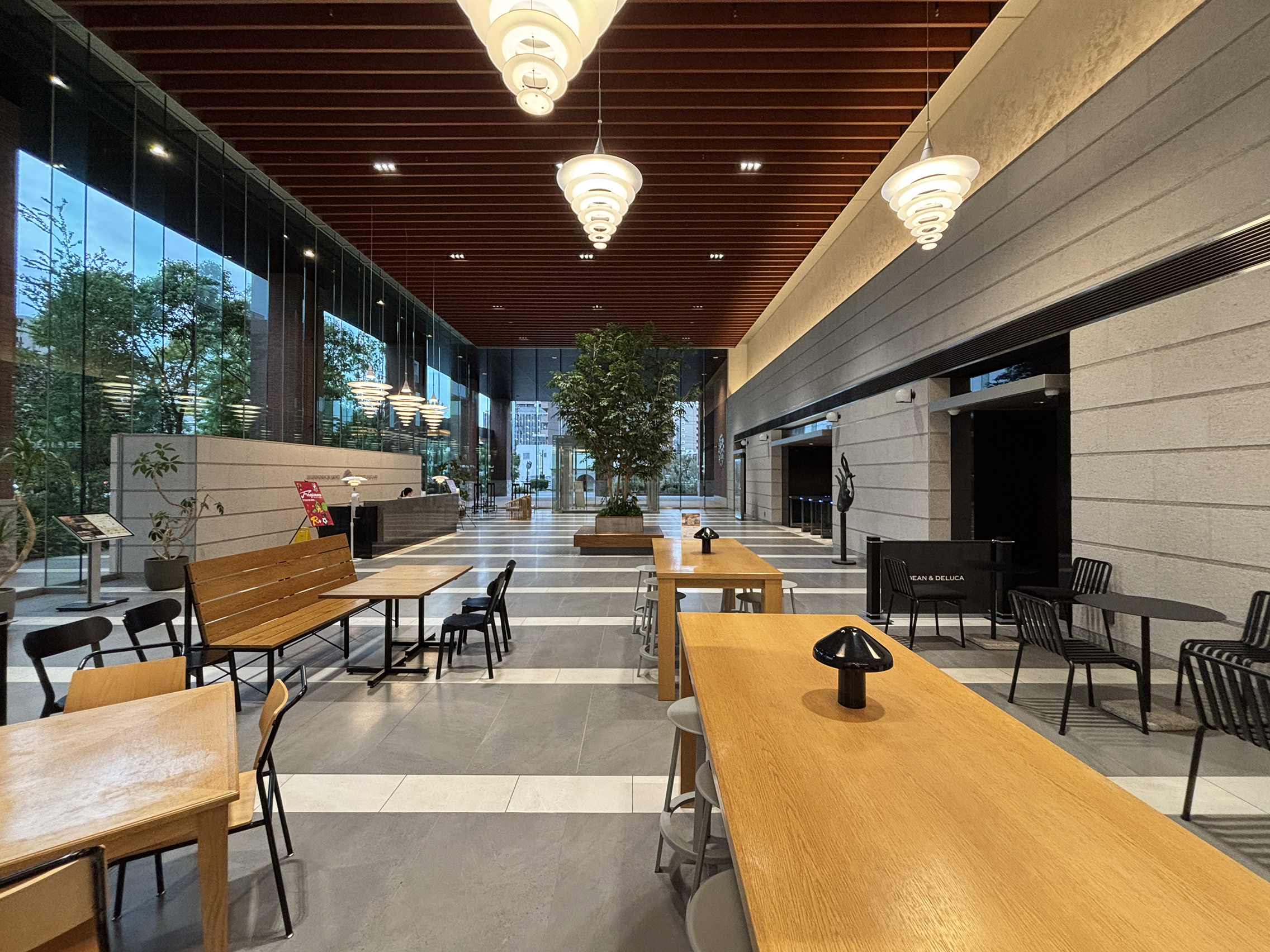
ロビー

地上10階地下1階建てのオフィス・商業棟「MORINOMACHI GRACE OFFICE SQUARE」。
外観には倉敷アイビースクエアを彷彿とさせるレンガや岡山県の石である万成石を用い、伝統的かつモダンな空間デザインとし、シダレヤナギといった岡山ゆかりの樹木を設け、また、10ｍを超す高木を多用することで、都市の中のオアシスのような緑豊かな杜の街を実現した。
8階から10階にはOHK岡山放送の本社が入居し、両備ホールディングス本社も同区錦町から移転し5階に入居。　　
3階は世界的なMICEにも対応する大規模コンベンションホールを設置。
2階には企業主導型保育園、「ドルフィン・グレース こども園 杜の街」が入居し、室内デザインも水戸岡鋭治が監修した 。
その他の賃貸フロアは主に企業の中四国地域の集約拠点が入居した。
1階の商業フロアには中国・四国地方初出店の世界的高級食料品店DEAN&DELUCAやラゲッジブランドのブリーフィングがオープン。DEAN&DELUCAは同店がワインの品揃えが常時500〜600本と国内最大級であり、同時に両備ホールディングスとエリアパートナー契約を締結したことにより中国・四国地方における拠点を置いた。
また、両備ホールディングスがスポンサーの私募リートである両備A.P.プライベート投資法人がオフィススクエアを区分所有している。

## オフィス スクエア アネックス
地上3階地下1階建ての店舗棟「MORINOMACHI GRACE OFFICE SQUARE ANNEX」。
1階には両備ストアカンパニーが運営する都市型小型食品スーパーの「森のマルシェ グレース店」が7月28日のプレオープンを経て同月31日にグランドオープン。紀ノ国屋の商品も取り扱うなど、内外装ともに全体のまちづくりコンセプトでもあるラグジュアリー（豪華）とミドル（中流）の間の「ミジュアリー」な店構えとなっている。
3階にある社員食堂、「MORINOMACHI PICNIC TERRACE」では、日清食品と共同で「未病対策の街づくり」をテーマとした「完全栄養食メニュー」を提供している。日清食品として完全栄養食を一般の人に提供する食堂は全国初である。なお、社員食堂ではあるが来街者誰でも利用できる。

## 岡山ザ・タワー
正式名称「杜の街グレース　岡山ザ・タワー」。
高さ134mと岡山県で一番の高さを誇る超高層ビル及び超高層マンションである。「杜の街グレース 岡山 ザ・タワー」を整備。2021年11月に落成し、販売から1年で363戸全てが完売した。屋上には隣のオフィススクエアに本社がある岡山放送（OHK）のパラボラアンテナと情報カメラが設置されている。

## バスターミナル
岡山駅から徒歩12分という好立地でありながら、さらにバスターミナルも併設されており、杜の街への直通便が1日30本、岡山空港と杜の街を結ぶリムジンバスが1日7〜8本出ている。この他岡山駅や市役所方面の路線バスで「山陽新聞社前・杜の街入口」でもアクセス可能。
乗り入れバス会社
- 両備ホールディングス
  - ■両備バス
  - ■岡電バス（岡山電気軌道）
- ■中鉄バス
- ■徳島バス

| のりば | 運行事業者        | 系統・行先・方面                                                                        | 備考                  |
| ------ | ----------------- | --------------------------------------------------------------------------------------- | --------------------- |
| 1      | 中鉄バス 岡電バス | ■ 872・877・879：（特急 / 直行）岡山桃太郎空港                                          | 空港リムジンバス      |
| 1      | 両備バス 徳島バス | ■ リョービエクスプレス徳島・エディ号：鳴門IC北口・松茂・徳島駅                          | 高速バス              |
| 2      | 岡電バス 両備バス | ■ 002：岡山駅                                                                           | 共同運行              |
| 2      | 岡電バス          | ■ 07A：桑野営業所・岡山ふれあいセンター ■ 09A：三蟠南 ■ 091：新岡山港 ■ 012：岡南営業所 | 「012」は平日のみ運行 |
| 2      | 両備バス          | ■ 314：西大寺                                                                           |                       |

## 周辺
- 市役所筋
- 岡山市役所
- おかやま信用金庫本店
- テレビせとうち・山陽新聞社本社
- 瀬戸内海放送岡山本社
- 源吉兆庵本社
- イオンモール岡山
- JR岡山駅